# Paul Langton
Paul Langton (Salt Lake City, 17 april 1913 - Burbank, 15 april 1980) was een Amerikaans acteur.
Langton begon zijn carrière in de jaren 40 met kleine rollen in films, zoals Destination Tokyo (1943), Thirty Seconds Over Tokyo (1944), The Thin Man Goes Home (1944), They Were Expendable (1945), Courage of Lassie (1946), Till the Clouds Roll By (1946), The Sea of Grass (1947), A Song Is Born (1948), To Hell and Back (1955), The Incredible Shrinking Man (1957), It! The Terror from Beyond Space (1958) en Man's Favorite Sport? (1964).
Langton had ook gastrollen in verscheidene televisieseries, waaronder The Lone Ranger, The Loretta Young Show, Alfred Hitchcock Presents, Hawaiian Eye, Rawhide, Gunsmoke, Perry Mason, Leave It to Beaver, Twilight Zone en The Fugitive.
In 1964 kreeg Langton de rol van Leslie Harrington in de soapserie Peyton Place. Dit werd een van zijn laatste acteerprestaties. Hij stierf op 66-jarige leeftijd aan een hartaanval.
- Biblioteca Nacional de España: XX5421151
- Bibliothèque nationale de France: cb14196401n (data)
- International Standard Name Identifier: 0000 0000 5518 1612
- Library of Congress Control Number: n86139917
- SNAC: w62f8cqx
- Virtual International Authority File: 49433791
- WorldCat: E39PBJhMfD3TYg4RkwcXPB3hHC